# Тијера Буена (Калифорнија)
Тијера Буена (енгл. Tierra Buena) град је у америчкој савезној држави Калифорнија.

## Демографија
По попису из 2000. године број становника је 4.587.
| Група             | 2000.         | 2010.    |
| Белци             | 3.295 (71,8%) | 0 (0,0%) |
| Афроамериканци    | 59 (1,3%)     | 0 (0,0%) |
| Азијати           | 527 (11,5%)   | 0 (0,0%) |
| Хиспаноамериканци | 487 (10,6%)   | 0 (0,0%) |
| Укупно            | 4.587         | 0        |